# 中村敬之進
中村 敬之進（なかむら けいのしん、1895年（明治28年）9月9日 - 1978年（昭和53年）4月12日）は、日本の内務・警察・厚生官僚。官選愛媛県知事、厚生次官。

## 経歴
山口県出身。中村藤左衛門の二男として生まれる。山口県立山口中学校、第一高等学校を卒業。1921年11月、高等試験行政科試験に合格。1922年3月、東京帝国大学法学部法律学科（独法）を卒業。同年4月、内務省に入省し福岡県属となり内務部庶務課勤務となる。
1927年5月、福岡県警視・警察部保安課長に就任。以後、神奈川県警察部勤務、兵庫県警察部特別高等警察課長、地方事務官・京都府勤務、内務事務官・警保局勤務、警務官、内務書記官・警保局図書課長、内閣調査局調査官、企画庁調査官、同次長心得、企画院内政部長、同第三部長、内務事務官・警保局保安課長を歴任。
1940年7月、愛媛県知事に就任。戦時下の対応に尽力。1941年11月、厚生省人口局長に転出。同勤労局長を経て、1945年2月から同年8月まで厚生次官に在任。同年に退官。その後、1951年8月まで公職追放となる。
1951年、大中物産 (株) 代表取締役に就任。その他、大中物産会長、同顧問、新宿御苑保存協会長を務めた。

## 栄典
- 1940年（昭和15年）8月15日 - 紀元二千六百年祝典記念章[5]

## 著作
- 『共産主義運動概観』文部省、1934年。